# Chronologie des faits économiques et sociaux dans les années 1670
Chronologie de l'économie
Années 1660 - Années 1670 - Années 1680

## Événements
- 1670 :
  - crise de 1670 au Brésil. Des 1660 à 1670 la balance commerciale devient déficitaire au point que les exportations ne couvrent plus que deux tiers des importations. La concurrence du sucre et du tabac des Antilles, produits par les Français et les Hollandais qui cassent les prix, en est la cause. De 1650 à 1688, la baisse est de 40 % pour le sucre, 73 % pour le tabac, 72 % pour le gingembre[1]. Le gouvernement portugais tente une politique mercantiliste en développant une industrie manufacturière (1670-1705). Elle est conduite par Luis de Meneses, comte de Ericeira et Duarte Ribeiro de Macedo (pt), ambassadeur à Paris. Après son abandon en 1680, en partie à cause de l’or brésilien, le gouvernement portugais admet le principe de l’importation de produits manufacturés anglais contre l’exportation de produits primaires comme l’huile, le vin et le sel (traité de Methuen, 1703)[2]. La reprise du commerce du sucre au Brésil après 1690 fait disparaitre l'industrie[3].
  - apogée du commerce maritime des Provinces-Unies. La valeur annuelle des quatre flottes marchandes néerlandaises revenant de Batavia, Cadix, Smyrne et Arkangelsk atteint 50 millions de florins[4].
- 1670-1730 : essor agricole en Espagne : remplacement du blé par l’orge en Murcie, du blé par le seigle en Castille, introduction du maïs dans la zone Atlantique (Galice, Asturies)[5].
- 1670-1680, Angleterre : la collecte des impôts, préalablement affermée, est assurée directement par l’État, ce qui rassure les financiers[6].
- 1671 : mesures protectionnistes en Autriche[7].
- 1672 et 1677 : mauvaises récoltes en Europe liées à la froideur du climat[8].
- 1672 : banqueroute en Angleterre[9].
- 1675 - 1700 : de 25 000 à 30 000 esclaves noirs sont déportés chaque année par les Européens de l’Afrique vers l’Amérique[10].
- 1675 : création des chèques bancaires en Angleterre[6]. Le premier chèque connu est daté de Londres du 14 août 1675[11].
- 1677-1684 : peste en Andalousie[12].
- 1678 : premières exportations enregistrées de vin de Porto à la douane de Porto[13]. À Lamego, dans le Haut-Douro, deux négociants anglais observent un moine qui renforce les vins avec de l’eau de vie pendant la fermentation. Ils ont l’idée d'augmenter la dose pour muter le vin et en faciliter l’exportation[14]. Plus tard sont expérimentés des procédés de vieillissement qui font de ce mélange un produit différent, rapidement adopté par les consommateurs britanniques puis européens.

### France
- 1670-1672 : la grenade devient une arme importante. Les premières compagnies de grenadiers sont constituées dans l'armée française[15].
- 1672-1715 : accroissement de la charge fiscale liée à la guerre jusqu’à la fin du règne de Louis XIV[16].
- 1672 :
  - la flotte de guerre se développe et compte 120 vaisseaux de ligne (18 en 1661), 30 frégates, 20 brûlots et 24 flûtes[17]. L’armée française compte 120 000 hommes[18]. Pendant la guerre de Hollande (1672-1678), les effectifs atteignent 250 000 hommes pour tomber entre 130 000 à 150 000 hommes après la paix de Nimègue en 1679[19]. Après 1672, les « frais d’étapes » occasionnés par les régiments de passage dans les provinces sont remboursés[20].  Vauban propose à Louvois, soit la formation d'un régiment de vingt compagnies, le  « régiment de la tranchée », soit l'introduction d'une compagnie de sapeurs ou mineurs dans chaque régiment d'infanterie. Le ministre accorde une seule compagnie de mineurs[21]. En 1673, une compagnie franche de mineurs est levée par Jean de Mesgrigny[22], à l’origine des régiments du génie militaire français.
  - Jean-Baptiste Colbert suspend l’application d’un règlement qui contraint à la haute qualité dans les fabrications de draps languedociens[20].
- 1673-1674 : fiscalité de guerre. La généralisation de l’usage du papier timbré, taxe sur le tabac, sur la vaisselle d’étain, provoque en 1675 un soulèvement antifiscal en Bretagne, dit « des Bonnets rouges » et « du Papier timbré »[23].

- 1676-1686 : période de printemps et d’étés secs et chauds. Vendanges précoces[24].

## Démographie
- 1670 : 
  - la France compte 21,3 millions d’habitants (frontières actuelles)[25]. Paris dépasse 500 000 habitants. Reprise démographique.
  - la Guadeloupe compte 7 000 habitants[26].
  - la Virginie compte 40 000 habitants, dont 32 000 colons européens libres, 6 000 blancs servants et 2 000 esclaves noirs[27].
- 1670-1690 : le Mexique compte moins de 1,5 million d’Indiens[28].
- 1672 : la Nouvelle-France compte 6 700 colons européens[29].
- 1676 : le Chili compte 100 000 habitants d'origine espagnole[30].